# Filozófiai naturalizmus
Ez a cikk a filozófiai naturalizmusról mint világnézetről szól. A metodológiai naturalizmust és szerepét a modern filozófiai vitákban a metodológiai naturalizmus szócikk hivatott tárgyalni.
Filozófiai naturalizmusnak nevezünk minden olyan világnézetet, amely szerint a természetes világunkon kívül nem létezik más, és nincsenek természetfeletti dolgok. Gyakran egyszerűen csak naturalizmusnak nevezik, esetleg naturalista metafizikának, vagy ontológiai naturalizmusnak, bár ezeknek a terminusoknak más jelentése is van. E cikk csak rövid áttekintésre vállalkozik, bemutatva a filozófiai naturalizmus fogalmát, történetét, ill. a világnézet főbb elemeit.

## Meghatározás
A filozófiai naturalizmust leggyakrabban a metodológiai naturalizmushoz viszonyítva határozzák meg. A metafizika a filozófiának az a területe, amely azzal foglalkozik, hogy mi létezik azon túl, amit a tudomány már sikeresen megállapított, tehát a filozófiai naturalizmus azzal foglalkozik, hogy mi alkotja mindazt, ami létezik. Ezzel szemben a metodológia pusztán a tudás megszerzésének kérdése. Tehát míg a filozófiai naturalizmus azt a képzetet foglalja magában, hogy a természeten kívül nem létezik más, addig a metodológiai naturalizmus csak annyit állít, hogy az empirikus módszerek csak a természetre vonatkozó megállapításokat eredményeznek, akár létezik természetfeletti, akár nem.
A kortárs naturalisták természet fogalma definíció szerint kizár mindenféle istenséget, szellemeket vagy más természetfeletti lényeket, tárgyakat vagy erőket. Bár sokféle változata létezik a filozófiai naturalizmusnak, két alapvető kategóriába sorolhatjuk őket. A fizikalizmus szerint minden, amit valaha valaki megfigyelt nem más, mint anyag és energia öntudatlan téridőbeli elrendeződésének és kölcsönhatásának az eredménye, tehát nincs értelme azt hinni, hogy más is létezik. A pluralizmus (amely magában foglalja a dualizmust) ehhez más öntudatlan dolgok létezését is hozzáadja (például tárgyiasított absztrakt objektumokat).
Amiben azonban minden filozófiai naturalista egyetért, az az, hogy valóságunk alapvető elemei, amiből minden származik, és amire minden épül, az öntudatlan. Vagyis ha a filozófiai naturalizmus bármelyik változata igaz, akkor minden létező mentális tulajdonság (beleértve bármilyen lény szellemi képességeit) oka és alapja (ontológiai értelemben) valamilyen öntudatlan elemekből (tulajdonságok, erők, dolgok) álló rendszer. Megfordítva a dolgot, ez azt jelenti, hogy a filozófiai naturalizmus téves, ha létezik olyan határozottan mentális tulajdonság, erő vagy entitás, amely vagy a) nem öntudatlan dolgok elrendezésére épül lételméleti értelemben, vagy b) nem öntudatlan dolgok elrendezésének kauzális (ok-okozati) értelemben vett következménye, vagy c) olyan kauzális hatással rendelkezik, amelyben nem játszik szerepet öntudatlan dolgoknak olyan elrendezése, amely magában is képes e hatást előidézni.
Hétköznapi nyelvre lefordítva, ha a filozófiai naturalizmusnak igaza van, akkor minden elme, ill. azok tartalma, képességei és hatásai mind természetes jelenségekből állnak, vagy természetes jelenségek következményei. Ezzel szemben, ha a filozófiai naturalizmus téved, akkor valamilyen elme, vagy egy elme valamilyen tartalma, képessége vagy hatása kauzálisan független a természettől: részben vagy teljesen önmagának következménye, vagy magában létezik, működik. Ez utóbbi álláspont a természetfelettiben való hitnek valamilyen formáját takarja, ami nem feltétlenül korlátozódik valamilyen természetfeletti lényre, hanem felteheti olyan öntudatlan dolgok létezését is, amelyek mentális tulajdonságokkal rendelkeznek, például mágikus tárgyakat vagy kauzális hatással rendelkező ún. platonikus formákat (univerzálékat), vagy akár a szeretetet, mint kozmikus erőt.
Végül meg kell említeni, hogy a filozófiai naturalizmus és a metodológiai naturalizmus közötti viszony korántsem egysíkú, és különböző gondolkodók különbözőképpen vélekednek róla. Hogy megértsük ezt a kapcsolatot, meg kell különböztetnünk a metodológiai naturalizmus két válfaját. Az abszolút metodológiai naturalizmus szerint az empirikus módszerek elvileg sem képesek megállapítani tényeket természetfeletti dolgokról, még ha azok léteznek is; ez összefér azzal az elképzeléssel (de nem vonja maga után azt), hogy valamilyen más, nem empirikus módszer esetleg képes megállapításokra jutni a természetfeletti dolgokkal kapcsolatban. A kontingens metodológiai naturalizmus pedig azt a vélekedést takarja, hogy – a múlt tapasztalatai alapján – az empirikus módszerek sokkal nagyobb valószínűséggel fedeznek fel természetes okokat, mint természetfelettieket, vagyis általában nem szerencsés és pazarló dolog természetfeletti elemeket tartalmazó hipotézisekkel bajlódni, bár elvileg lehetséges lenne igazolni őket empirikus módszerekkel, ha igazak lennének. Mindezek fényében megállapíthatjuk, hogy minden filozófiai naturalista egyben kontingens metodológiai naturalista is, néhányan pedig abszolút metodológiai naturalisták, de nem minden metodológiai naturalista filozófiai naturalista.

## Története

### Ókor
A filozófiai naturalizmus eredete az ókori görögökig látszik visszanyúlni. A legkorábbi preszókratikus filozófusokat, köztük Thalészt, Anaxagoraszt, és különösképpen Démokritoszt a kortársaik „physikoinak” nevezték (a görög φυσικός vagy physikos alapján, amelynek jelentése – kölcsönvéve a „physis” = természet szót – természetfilozófus), mert mindent természetes okok segítségével próbáltak megmagyarázni, sokszor egyértelműen kizárva istenek, szellemek vagy a mágia szerepét a világ keletkezésében és működésében. Erre építve végül teljes, kidolgozott rendszerek születtek, ilyen például az epikureizmus, amely mindent a semmiben mozgó atomokra vezetett vissza, vagy lampszakoszi Sztratón haladó arisztotelizmusa, amely minden létezőt természetes erők és tendenciák eredményének tartott.
A természetről filozofálva az ókori görögök megkülönböztették a „természetet” és az „alkotást”. A természet olyan dolgokat, ill. tulajdonságokat foglalt magában, amelyek létezése fix tény, függetlenül attól, hogy intelligencia készítette vagy hozta ilyen formára, míg az „alkotás” olyan dolgokra vonatkozott, amelyek intelligens tevékenység eredményei, általában embereké, de akár isteneké is. Ennek megfelelően megkülönböztették az intelligens okot a természetestől. A „physikoi” és szofisztikáltabb követőik nyomán néhány ókori gondolkodó tagadta mindenféle olyan intelligens ok létezését, amely maga nem természetes okokra vezethető vissza – őket tekinthetjük az első filozófiai naturalistáknak. Azonban ezt az álláspontot csak néhány görög és római filozófus képviselte, közülük Epikurosz és Sztratón a legismertebb.
A filozófiai naturalizmus alapvetően nyugati jelenség, bár egy hasonló idea régóta létezett keleten is. A konfucianizmus egyik ága, amely legalább az első században élt Wang Ch’ung-ig vezethető vissza, joggal volt nevezhető filozófiai naturalizmusnak, bár soha nem illették külön névvel vagy szervezték rendszerbe. Ez a tradíció azonban teljesen függetlenül fejlődött ki, és később sem volt komolyabb hatással a modern filozófiai naturalizmus fejlődésére, vagy a keleti és nyugati kultúrára általában.

### A középkortól napjainkig
A kereszténység nyugati felemelkedésével és a szekuláris filozófia hanyatlásával a filozófiai naturalizmus eretnek és idővel kifejezetten tiltott gondolattá vált, így a középkort igazi sötét korszaknak nevezhetjük a filozófiai naturalizmus történetében. Amikor a reneszánsz ókori örökségünk számos elemét újra felfedezte és felelevenítette, akkor a naturalizmus koncepcióinak egy része is újra bekerült a köztudatba, hozzájárulva a kibontakozó új tudományos forradalomhoz, ami jelentős előrelépéshez vezetett a természet tanulmányozása és megértése terén. Azonban a szociális és jogi akadályok továbbra is hátráltatták a naturalizmus szószólóit a kibontakozásban, ami csak a felvilágosodás korával és a szólásszabadság megjelenésével változott meg, amikor is néhány értelmiségi, például Holbach báró a 18. században, újra elővette és immár a sajtó nyilvánosságával elemezte a naturalista filozófiát.
Ebben az időszakban a filozófiai naturalizmus végre saját elnevezést kapott, és materializmusként vált ismertté, ami a 20. századig a naturalizmus egyetlen széles körben védelmezett változata volt. A fizika és a filozófia új eredményei azonban ezt az eredeti álláspontot tarthatatlanná tették. Kiderült, hogy az anyag az energia egyik megjelenési formája, és így nem lehet a valóság alapvető alkotóeleme, ahogy azt a materialisták feltételezték. A filozófiában pedig újra a figyelem középpontjába került az állandók és más tagadhatatlan, de nem anyagi síkok kérdése, amelyek szintén megkérdőjelezték a materializmus elméletét. Ezek az eredmények vezettek a naturalizmus két fő ágának kifejlődéséhez (a fizikalizmushoz, és a naturalista pluralizmushoz, lásd fent), melyek a történészek szerint közelebb állnak a Sztratón által megfogalmazott rendszerhez, mintsem Epikurosz változatához, ahogy azt az általános vélekedés tartja.
Napjainkban a filozófiai naturalizmus népszerűbb, mint valaha, különösen, de nem kizárólag a tudományos közösségen belül, ahol a természet összefüggéseit jobban ismerik és értik. Ezzel együtt a naturalizmus kisebbségi világnézet, a világ népességének nagy része továbbra is szilárdan valamilyen természetfeletti világkép híve. Néhány európai és más fejlett országban azonban jelentős kisebbséget, sőt, talán többséget is alkothatnak azok, akik a filozófiai naturalizmus valamilyen egyszerű, nem megfogalmazott változatát vallják magukénak. A filozófiai naturalizmus jelentős támogatói ma már túl sokan vannak, semhogy sorra vehetnénk őket, de a naturalizmust, mint teljes világnézetet védelmezők között megemlíthetjük Mario Bunge, Richard Carrier, Daniel Dennett, Sam Harris és David Mills nevét.

### Marxizmus, objektivizmus és világi humanizmus
Hozzátartozik még a naturalizmus történetéhez, hogy nyugaton több szélsőséges, politizált változata is kialakult, köztük a 19. századi marxizmus, és a 20. századi objektivizmus. A marxizmus a kommunizmus, ill. a szocializmus kifejtése naturalista keretek közt, míg az objektivizmus pont ennek ellentéte, a kapitalizmus kifejtése naturalista keretek között. Ugyanakkor a filozófiai naturalizmus támogatóinak többsége a fejlett országokban ma már mindkét szélsőséget elutasítja és politikai nézeteiben a világi humanizmus mérsékelt álláspontját képviseli.

## A naturalista világkép elemei
A kortárs naturalista elméletek széles spektrumot ölelnek fel, és a különböző változatok képviselői gyakran egészséges vitákban ütköztetik álláspontjaikat. A korábban már említett alapvető megállapításokon kívül számos dologban majdnem minden naturalista egyetért. Ezeket a többség elfogadja, mint az alapvető naturalista elvek következményeit, ha azokat a tudomány eredményeire és személyes tapasztalatainkra alkalmazzuk.

### Tervezettség nélküli univerzum
Az univerzum vagy mindig is létezett, vagy tisztán természetes eredete van, nem teremtett és nem tervezett. Akármelyik is legyen igaz, a naturalisták szerint minden létező alapja a természet (nem pedig például Isten, vagy a Tao). Az ősrobbanás ma már jól megalapozott elmélete szerint a megfigyelhető univerzumnak volt kezdete, amelyből kiindulva természetes folyamatok révén fejlődött, de ez nem állít azzal kapcsolatban semmit, hogy mi létezett előtte, és így nem ad választ arra a kérdésre, hogy minden, ami létezik, az valamikor elkezdett létezni, vagy pedig van valami ami mindig is létezett, így a legtöbb naturalista nyitott mindkét hipotézisre. És bár nem szükségszerű, és nem is általánosan elfogadott a naturalisták körében, de egyre népszerűbb a multiverzum elmélet: a tudományos eredmények egy része arra mutat, hogy a megfigyelhető univerzum csak része egy valami nagyobb egésznek, és a mai multiverzum elméletek magyarázó ereje és (relatív) egyszerűsége figyelemre méltó.

### Tervezés nélküli élet
Az élet vak természetes folyamatok véletlen és minden tervezést nélkülöző mellékterméke. Esetünkben ez a véletlen esemény bizonyos molekulák (aminosavak) olyan kombinációjának kialakulását jelentette egy védett, de energiában gazdag környezetben, amely önreprodukcióra volt képes. Az esemény rendkívül valószínűtlen volta egyben azt is jelenti, hogy az élet ritka jelenség. Azonban a megfigyelhető univerzum mérete és kora olyan hatalmas, hogy még az ilyen valószínűtlen események is bizonyosan előfordulnak időnként, és a földi élet is ezen alkalmak közé tartozik. Létezésünk tehát inkább szerencsés véletlen, mintsem tervezés eredménye, és legtöbb naturalista mindenkit arra buzdít, hogy értékelje, és a lehető legjobban használja ki ezen szerencséjét, ne pedig elvesztegesse.

### Evolúció
A természetes szelekció alapján működő evolúció alapvető eleme a naturalista világnézetnek, amely jól megalapozott és elismert elmélete a földi élet kialakulásának és változatosságának. Ennek értelmében az élet nagyon hosszú idő alatt, lassan és tökéletlen formákon keresztül fejlődött és fejlődik. Tehát a mi létezésünk, a tudatos, fejlett intelligenciával és ésszel rendelkező állatok létezése nem valamiféle intelligens tervezés eredménye; és nem is pusztán kémiai elemek véletlen kombinációi vagyunk (mint az élet első formái), hanem egy dinamikus rendszer terméke, amely maga, mindenféle irányítás nélkül képes rendkívül bonyolult szervezettséget fenntartani. Ez egyben azt is jelenti, hogy a mi, ill. általában az élőlények tulajdonságait nem valami velünk törődő precíz mérnök választotta ilyennek, hanem azok a komparatív reprodukciós előnyeik és hátrányaik alapján alakultak ki. Ennek szellemében a naturalisták értelmezésében a sejtek, szervek és fajok célja ill. funkciója végső soron a reprodukciós hatékonyságukat jelenti, és nem látnak semmilyen morális célt, aminek meg kéne felelniük, vagy amit követniük kéne, mert a természet az ok, és a természet nem követ tervet, és nem a könyörületességre épül.
Alvin Plantinga, keresztény filozófus kidolgozott egy evolúciós érvet a naturalizmussal szemben, szerinte ugyanis nem juthatunk arra a felismerésre, hogy evolúció és a naturalizmus egyszerre igaz, mert ebből az következne, hogy megbízhatatlanok a kognitív folyamataink, így a felismerésünk önmagát megkérdőjelezi.

### Az elme mint az agy terméke
Az emberi lényeknek nincs független lelkük vagy szellemük, csupán egy fizikai agyuk, melynek működése az elmét eredményezi. Mivel az elménk, és így személyként való létezésünk és azonosságunk teljes mértékben fizikai folyamatok eredménye, több következtetést is levonhatunk. Először is minden mentális tartalom (mint például ideák, elméletek, erkölcsi és személyes értékek, vagy maga a szépség fogalma) kizárólag mint az agyunkban kialakuló konstrukció létezik, és nem pedig valami tőlünk független fogalom. Másodszor, az agy sérülései (például betegség, drogok, helytelen táplálkozás vagy egy balesetben szerzett sérülések) gyakran a személyiség sérülésével járnak, így fokozottan oda kell figyelnünk ezekre a veszélyekre. Harmadszor pedig, agyunk megsemmisülését nem élhetjük túl, vagyis minden ember halandó. A jelenlegi technológiai lehetőségek mellett a halál elkerülhetetlen és végérvényes. Mivel jelenleg nincsen remény túlvilági életre, a naturalisták egyetértenek abban, hogy ezt kell fogadnunk, és abból kell a legtöbbet kihoznunk, ami van.

### Feltételes szabad akarat
Néhány kivétellel a naturalisták többsége „kompatibilista” a szabad akarat kérdésében. Ez közelebbről azt az álláspontot jelenti, hogy szabad akaratunk csak olyan értelemben van, hogy azt tehetjük meg, amit meg kívánunk tenni, ill. sokszor lehetőségünk van megválasztani, hogy mi az, amit kívánunk. Azonban a választási lehetőségeinket végső soron korlátozzák a fizikai és biológiai körülményeink ill. emberi mivoltunkból és egyedi személyiségünkből fakadó természetünk. Csak a példa kedvéért, nem dönthetünk úgy, hogy megszegjük a fizika törvényeit, vagy hogy okosabbak leszünk, mint amilyenek vagyunk. Hasonlóan, bizonyos vágyaink megváltoztathatatlan részei emberi természetünknek, míg mások személyiségünkbe ívódott tulajdonságaink, amelyek megváltoztatása komoly erőfeszítést igényel. Ugyanakkor, ha elfogadjuk a fizikai világ és a testünk korlátait, akkor akaratunkat tulajdonképpen nem korlátozza más, mint a tudásunk, a vágyaink, és a következtető képességünk. Vagyis annak határain belül, amit tudunk, amit akarunk, és amit el tudunk képzelni, valóban megválaszthatjuk, hogy mit tegyünk, racionális vagy intuitív módon mérlegelve a különféle alternatívák következményeit.

### A gondolkodás jelentősége
A dolgokról való gondolkodás természetesen kifejlődött képességek finomított változata. Kialakulása a felfedezésnek, tanulásnak, és olyan módszerek alkalmazásának köszönhető, amelyek nagyobb valószínűséggel vezetnek helyes következtetésre ill. szolgálnak helyes információval magunkról és a világról. Ezért a naturalisták úgy gondolják, hogy az eszünk minden más eszköznél előrébb való az igazság megállapításában, így ha valaki több igaz és kevesebb hamis képzettel szeretne rendelkezni, akkor tökéletesíteni kell érvelési és gondolkodási képességeit és azokat konzisztensen alkalmaznia kell a képzeteire. Ebből az elvből az is következik, hogy az empirikus módszerek (különösen azok, amelyek a tudományokban bizonyítottak) mindennél alkalmasabbak a valósággal kapcsolatos tények megállapítására, míg pusztán gondolkodással csak a gondolati rendszerekről tudhatunk meg igaz dolgokat.

### A társadalom értéke
Az ember társas lénnyé fejlődött az evolúció folyamán, és ez az egyetlen oka, hogy társadalmat és kultúrát hoztunk létre, amelytől ma már függünk is. Ez azt jelenti, hogy már pusztán a reprodukciós előny semleges szempontjából is fajunk jövője azon múlik, hogy sikerül-e egészséges és produktív társadalmat létrehoznunk és fenntartanunk, és minden ezzel ellentétes viselkedés saját túlélésünket, illetve rokonaink, szomszédaink túlélését fenyegeti. Hasonlóan, az embereket a vak természeti erők úgy „tervezték”, hogy virágzásunkhoz és boldogságunkhoz egy egészséges társadalmat igényeljünk, és ennek megfelelően az emberi boldogság keresése egyben egy egészséges társadalom keresését is jelenti, amiben élhetünk, amihez kapcsolódhatunk és amiből profitálhatunk.

### Első a boldogság
Az emberi boldogságnál nincsen értékesebb dolog. Ezért minden erőfeszítés ezt kell, hogy szolgája, maximalizálva részünket benne és minimalizálva az esélyeit rontó tényezőket. Bár a boldogság véletlen terméke természetes módon kifejlődött és kultúránk révén szerzett tulajdonságainknak, nincsen hozzá fogható emberi élmény, nincsen, amit jobban élveznénk vagy kívánnánk, és önmagában ellentmondás lenne azt állítani, hogy létezik valami, amit jobban szeretnénk saját boldogságunknál. Ugyanakkor kézzelfogható különbség van az effajta boldogság (mint az a fajta kellemes elégedettség, amit mindennél jobban szeretnénk) és a puszta élvezet között, csakúgy, mint a fizikai és szellemi élvezetek között. A boldogság keresésének bonyolult viszonyait alapvetően az emberi pszichológia illetve a társadalomban való élet bonyolultsága és korlátai határozzák meg. Megértve ezek mélységét és feltételeit, néhány alapvető viselkedési és viszonyulási szabályra jutunk, melyek összessége nem más, mint a naturalista erkölcs. Valószínűleg minden naturalista egyetért abban, hogy ez az elemzés elvezet az ún. Arany Szabályhoz, sőt, a többség szerint e szabály megtartásának legjobb módja, ha az ember gyakorolja a könyörületesség és őszinteség erényét, ami ezáltal a boldogságunk fokozásának (mind gyakoriságban, mértékben, és valószínűségben) a legjobb módja is.

## Külső hivatkozások
- Naturalistafilozófia.lap.hu - linkgyűjtemény

### Támogató
- Naturalizmus.hu
- Naturalism.org – angol
- Center for Naturalism – angol
- Kritikák és cikkek a naturalizmus védelmében a Secular Weben – angol

### Kritika
- Naturalizmus bejegyzés a Katolikus Enciklopédiában – angol
- Alvin Plantinga: Naturalism Defeated, 1994 (pdf) – angol